# Alessandro Acerbi
Alessandro Acerbi (Abbazia, 21 febbraio 1924 – 1996) è stato un cestista italiano.

## Carriera
Ha vinto due scudetti con l'Olimpia Milano sponsorizzata Borletti: nel 1949-50 e nel 1950-51. Ha disputato due incontri in Nazionale: il 28 febbraio 1950 contro la Francia, ed il 30 settembre dello stesso anno contro la Svizzera.

## Palmarès
- Campionato italiano: 2

Olimpia Milano: 1949-50, 1950-51